# ECW on TNN
ECW on TNN foi um programa de televisão semanal de wrestling profissional e hardcore wrestling, apresentado pela The Nashville Network (agora Spike TV) nas noites de sextas. Foi o primeiro programa nacional transmitido mostrando lutas da Extreme Championship Wrestling. Os direitos estão pertencendo atualmente à WWE. Foram apenas 59 episódios apresentados entre 1999 e 2000.